# The Authors of Pain
The Authors of Pain was een tag team in het professioneel worstelen dat bestond uit Akam en Rezar. AOP zijn vooral bekend van hun tijd bij WWE, waar ze eenvoudig NXT Tag Team en Raw Tag Team Champions zijn.
Het team ontstond in juni 2016 bij WWE's ontwikkelingsgebied, NXT, met Paul Ellering als hun manager. In dat zelfde jaar wonnen ze de 2016 Dusty Rhodes Tag Team Classic toernooi bij het evenement NXT TakeOver: Toronto. Bij het evenement NXT TakeOver: San Antonio op 28 januari 2017 wonnen ze het NXT Tag Team Championship. In april 2018 werd AOP verwezen naar de Raw brand (merk). Op 5 november 2018, bij een aflevering Raw, won AOP het Raw Tag Team Championship van Seth Rollins. In september 2020 werden ze vrijgegeven van hun contract door WWE.

## Andere media
Akam en Rezar maakten hun videogamedebuut als speelbare personages met Paul Ellering als hun manager in WWE 2K18. Ook verschijnen ze als speelbare personages in WWE 2K19 en WWE 2K20.

## Prestaties
- Pro Wrestling Illustrated
  - Akam is gerangschikt nummer 204 van de top 500 worstelaars in de PWI 500 in 2018[6]
  - Rezar is gerangschikt nummer 211 van de top 500 worstelaars in de PWI 500 in 2018[7]
- WWE
  - NXT Tag Team Championship (1 keer)[8]
  - WWE Raw Tag Team Championship (1 keer)[8]
  - Dusty Rhodes Tag Team Classic (2016)[9]